# بریجپورت (میشیگان)
بریجپورت (به انگلیسی: Bridgeport) یک منطقهٔ مسکونی در ایالات متحده آمریکا است که در شهرستان سگینا، میشیگان واقع شده‌است. بریجپورت ۲۱٫۶ کیلومتر مربع مساحت و ۶٬۹۵۰ نفر جمعیت دارد و ۱۸۴ متر بالاتر از سطح دریا واقع شده‌است.